# 神戶港塔
神戶港塔（日语：神戸ポートタワー）是一座位於日本兵庫縣神戶市中央區波止場町的觀光塔，是當地的著名地標之一。神戶港塔於1963年落成使用；2009年年底停止營運作重新裝修，於2010年4月28日重新開放。2013年11月21日，神戶港塔迎來開業50週年。

## 興建

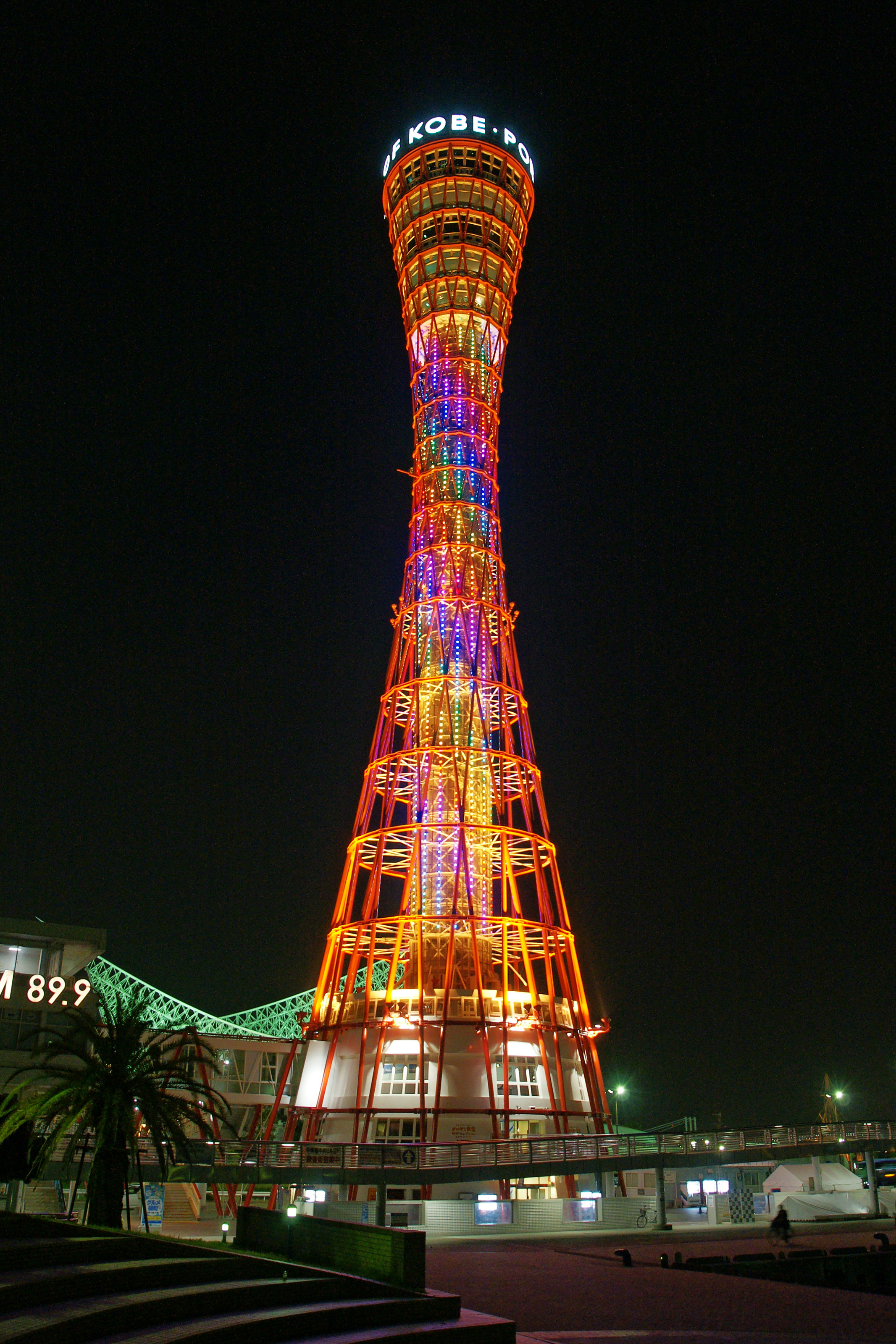
安裝LED燈後的神戶港塔

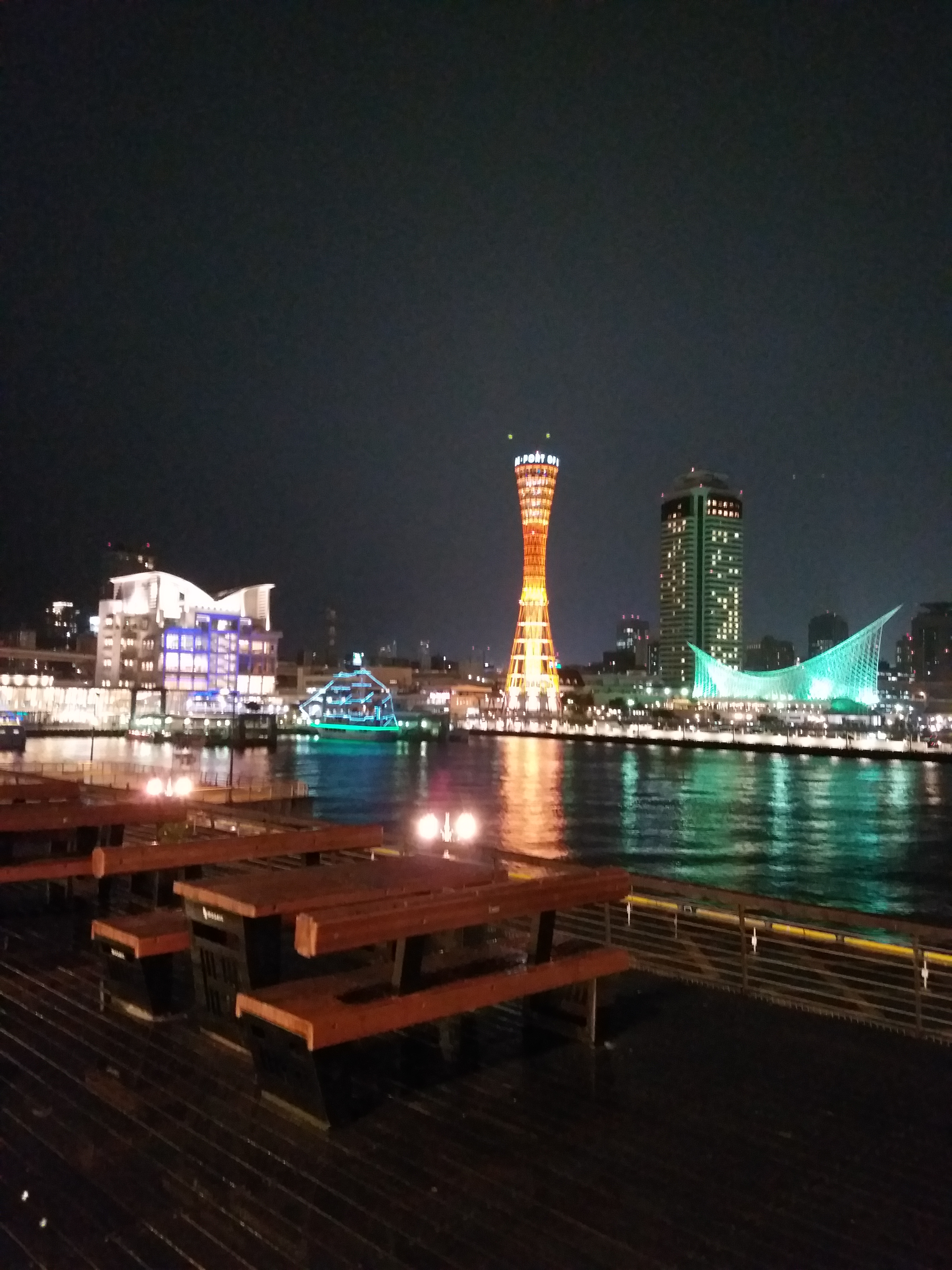
遠景

神戶港塔由日建設計公司設計，並於1963年落成。2009年11月，開始進行整體設施維修；在翌年1月12日更把神戶港塔停止對外開放以作重新裝修。神戶港塔觀光層於同年3月19日裝修完畢並重新營業。同年4月中旬，神戶港塔完成安裝7000個發光二極管（LED）的照明設備，並在同月28日的重新開放日開始有做出40款燈光效果。

## 建築特色
神戶港塔高108米（354英尺），合共8層；是世界唯一一個管狀結構直紋曲面的觀光塔。。神戶港塔的設計概念源於日本鼓，而建築物以32支紅色的鋼枝包圍著；有寓意歡迎船隻回到岸邊的意義

## 用途
神戶港塔設有兩個區層；地面及塔身的區層分別有三及五層，而地面及塔身的樓層都是分開另計。地面的樓層主要都是以售賣紀念品及餐廳為主。一樓是設有售賣紀念品及通往觀光層的售票處；而二樓除了設有售賣紀念品外，也設有餐廳。
塔身的最高三層均為360度的全景觀光樓層；三樓是為旋轉咖啡室，每 20 分鐘自轉一圈；四樓最遠可遠眺至淡路島和大阪灣；五樓是最遠可遠眺至六甲山以及關西國際機場；而該層的天花板在2010年裝修後被加上光纖而形成星空效果；